# Malafemmena
Malafemmena est une chanson napolitaine écrite et mise en musique en 1951 par Totò, puis livrée à la maison d'édition La Canzonetta.

## Titre
L'expression napolitaine Malafemmena, qui correspond à l'italien Malafemmina désigne une femme de mauvaise réputation, une femme qui fait souffrir, fascinante et inaccessible, indifférente (à la limite du sadisme) aux peines de cœur qu'elle fait subir aux malheureux qui tombent amoureux d'elle. Le terme, comme beaucoup d'autres, prend dans la langue napolitaine des significations différentes selon le contexte dans lequel il est utilisé,.

## Historique
Dans une interview vidéo, Totò a déclaré que cette chanson était née en avril 1951, alors qu'il se trouvait à Formia pour tourner le film Totò terzo uomo. Pendant une pause, il écrivit quelques vers au dos d'un paquet de cigarettes, qu'il jeta ensuite. Plus tard, ces mots lui revinrent à l'esprit, accompagnés d'un sifflement spontané, et la chanson prit forme.
Les paroles parlent d'un amour contrarié pour une femme de mauvaise réputation, qui dans ce cas prend le sens d'une femme charmante et blessante, presque insensible, méchante, indifférente aux souffrances amoureuses qu'elle inflige à son amant.
La chanson a été examinée et interprétée par Giacomo Rondinella, puis par Mario Abbate, qui l'a lancée au concours musical de Piedigrotta La Canzonetta, avec un grand succès,.
Elle a ensuite inspiré le film Totò, Peppino et la danseuse (Totò, Peppino e la... malafemmina, 1956), dans lequel elle est interprétée par Teddy Reno.
Pendant des années, on s'est demandé qui était la véritable muse de la chanson. Dans une interview radiophonique, le musicien Espedito De Marino a déclaré que Roberto Murolo l'avait chantée après un concert à Pietrelcina en présence de Liliana De Curtis. À cette occasion, la fille de Totò a révélé que la chanson n'était pas dédiée à Silvana Pampanini, comme on le pensait, mais à sa mère Diana Rogliani parce qu'elle avait un jour laissé les valises de son mari devant sa porte après une liaison.
La chanson est considérée comme le plus grand succès musical de Totò et a été reprise dans un grand nombre d'interprétations.

## Reprises
- 1956 - Renato Carosone et son Quartet, 45 tours (Pathé, 45 GQ 2020)
- 1963 - Claudio Villa, 45 tours (face B) (Vis Radio, ViMQN 36826)
- 1963 - Connie Francis, 45 tours (MGM Records, K 2078)
- 1976 - Manhattan Express, 45 tours Bad Girl (Harmony, H 6010)
- 1978 - Peppino Di Capri, album 20 Super Successi (Carisch, S.TCA 4623/5)
- 1978 - Bruno Venturini, album Malafemmena (Up, LPUP 5202)
- 1980 - Fausto Leali, 45 tours (Ciao Records, CIAO 521)
- 1983 - James Senese, 45 tours (Polydor, 2060 272)
- 1983 - Enzo Jannace, album Malafemmena (Intensity, L.T.Y. 068)
- 1999 - Lucariello, album Malafemmena (Good Stuff, sg002)
- 1999 - Joey DeFrancesco, album Goodfellas (Concord, cd 4845-2, vinyl 408035)
- 2008 - Sal da Vinci, album Canto per amore (GGD, 88697432542)